# 羅森維爾 (密歇根州)
羅森維爾（英語：Rawsonville）是位於美國密歇根州沃什特瑙縣伊普西蘭蒂特設鎮區及韋恩縣范布倫鎮區的一個非建制地區。

## 地理
羅森維爾所處的海拔為高於海平面216米（即709英呎），而該地所採用的時區為UTC-5，即北美东部時區（EST）。同時該地設有夏令時間，為UTC-5調快一小時，即UTC-4（EDT）。